# Rio Hillen
Rio Hillen (* 5. März 2003) ist ein niederländisch-brasilianischer Fußballspieler, der in der Jugend von Ajax Amsterdam unter Vertrag stand und ab und zu für Jong Ajax spielte. 2022 wechselte er zum BV De Graafschap.

## Karriere

### Verein
Hillen begann seine fußballerische Ausbildung beim AFC Amsterdam. Nach dessen Auflösung 2014 wechselte er in die Jugendakademie des AZ Alkmaar und 2019 in diese Ajax Amsterdams. 2018/19 kam er noch für die U17 von AZ zum Einsatz, für die er 16 Mal spielte und einmal traf. Nach seinem Wechsel zu Ajax spielte er dort auch in der U17 und traf dort zweimal in 17 Spielen. In der Folgesaison gab er, neben Spiele für U18 und U19, sein Debüt für Jong Ajax, als er bei einem 5:1-Sieg über die MVV Maastricht in der Nachspielzeit für Terrence Douglas eingewechselt wurde. Anschließend kam er immer öfters zu Einsätzen in der zweiten Mannschaft.

### Nationalmannschaft
Hillen spielte bislang für diverse Nationalmannschaft der Jugendabteilung des KNVB, nahm jedoch nie an einem großen Turnier teil.